# Rjúkjú
Rjúkjú (japonsky 琉球諸島, Rjúkjú-šotó (ostrovy Rjúkjú) nebo 南西諸島, Nansei-šotó (ostrovy Nansei)) je souostroví nacházející se v Tichém oceánu u východní hranice Východočínského moře. Jedná se o řetězec asi 60 větších ostrovů a mnoha ostrůvků táhnoucí se od ostrova Kjúšú k ostrovu Tchaj-wan. Největší z ostrovů je ostrov Okinawa.
Ostrovy patří Japonsku a hovoří se na nich rjúkjuštinou, považovanou za nářečí japonštiny nebo za samostatný jazyk (či seskupení jazyků). Ostrovy mají subtropické podnebí s teplými zimami a horkými léty. Srážky zde jsou vysoké, ovlivněné obdobími dešťů a tajfuny.

## Pojem Rjúkjú-šotó v Japonsku
V japonštině pojem Rjúkjú-šotó často neoznačuje celé souostroví, ale pouze jeho část, která administrativně spadá pod prefekturu Okinawa. V moderním užití dokonce v Japonsku slovo Rjúkjú (琉球) nahrazuje slovo Okinawa (沖縄), které je považováno za jeho synonymum. Druhá část souostroví je nazývána souostroví Sacunan (Sacunan-šotó), protože dříve patřilo do prefektury Sacuma. Nejjižnějším ostrovem souostroví Sacunan je ostrov Joron.

## Historie
První známky lidské přítomnosti na ostrovech jsou z doby před 32 tisíci let. Později bylo trvalé osídlení přerušeno na dobu 12 tisíc let a obnoveno ve 4. tisíciletí př. n. l., kam jsou datovány nálezy keramiky z období Džómon. První písemná zmínka se nalézá v japonských pramenech z r. 618. Četnější jsou zprávy z konce 9. a počátku 10. století, kdy zesílilo japonské pronikání na ostrovy, protože tudy vedlo jedno ze tří obchodních spojení do Číny. Ve 12. století se na ostrovech ustanovila knížectví, ze kterých v r. 1429 vzniklo království Rjúkjú. Království bylo poplatné Číně až do 19. století, kdy se po jejím oslabení dostalo do japonské sféry vlivu. V r. 1879 bylo anektováno Japonskem. Za druhé světové války bylo souostroví obsazeno Spojenými státy a poté se dostalo do americké správy. Sanfranciská mírová smlouva z r. 1952 počítala, že tato správa bude zachována, ovšem protesty obyvatel a soustavné japonské diplomatické úsilí vedly k tomu, že souostroví bylo v r. 1972 Japonsku navráceno.